# Anne Azgapetian
Anne Azgapetian (también conocida como Ann Azgapetian, Anne Heald o Aya Heald, 26 de mayo de 1888-1 de septiembre de 1973) fue una trabajadora de la Cruz Roja durante la Primera Guerra Mundial y luego del conflicto bélico, conferencista y recaudadora de fondos, así como escritora. Nació en Rusia, se casó con un diplomático armenio y vivió en Estados Unidos durante la mayor parte de su vida. 

## Primeros años
Anne Azgapetian nació en Grodno (Bielorrusia). Se mudó a los Estados Unidos con su familia, y asistió a la escuela en Indianápolis (Indiana). Se naturalizó como ciudadana estadounidense en 1893. A veces se identificó como lituana. En 1915 se casó con el diplomático Mesrop Nevton Azgapetian, también naturalizado como ciudadano estadounidense. Había nacido en Estambul y se formó en la Universidad de Columbia. Luego del casamiento, abandonaron Nueva York por la Primera Guerra Mundial.

## Trabajo durante la Primera Guerra Mundial
Anne Azgapetian trabajó como una enfermera de la Cruz Roja de Rusia durante la guerra, durante el embarazo y el nacimiento de su hija en 1916. Vio cómo miles de huérfanos de la guerra pudieron hallar seguridad y alimento en los campos de refugiados estadounidenses dirigidos por la Fundación Oriente Medio. Recibió la medalla de San Estanislao en Rusia, junto con una medalla de oro del sah de Persia, como reconocimiento por sus contribuciones.

## Ciclo de conferencias en los Estados Unidos

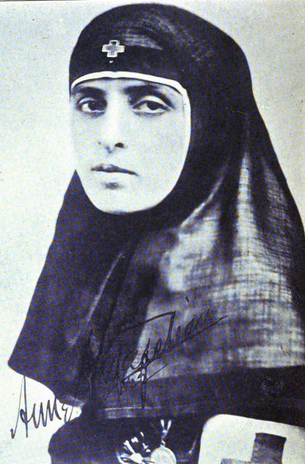
Anne Azgapetian con su uniforme de la Cruz Roja de Rusia, en una publicación de 1921

Una vez finalizada la guerra, Azgapetian, junto con su marido, llevó a cabo un ciclo de conferencias en los Estados Unidos en 1918, con la finalidad de juntar fondos para la ayuda de posguerra. Un periodista estadounidense describió su apariencia de esta manera: «La señora Ann Azgapetian, una pequeña mujer, vestida de gris, con el velo de la virgen de la Cruz Roja y con sus decoraciones en la cintura, con cintas y bronces, se para delante de nosotros». Azgapetian habló para las iglesias, para las organizaciones de mujeres y para convenciones de profesionales y políticos, entre las que se cuentan la Asociación Nacional de Educación y el Partido Nacional de la Mujer. También participó en marchas y desfiles por la causa de la ayuda de posguerra para Armenia.

## Obras
Azgapetian escribió por lo menos cuatro obras de teatro. En 1930 escribió una de tres actos llamada Commandments. Escribió otras dos bajo el nombre de «Anne Azgapetian Heald»: Ravenduz (único acto, 1960) y The Eleventh Commandment (drama en tres actos). Bajo el nombre de «Aya Heald» escribió What Reward? (1954) y una novela, Shadows Under Whiteface (1956).

## Últimos años
Anne Azgapetian y su familia permanecieron en los Estados Unidos después de 1918.  Su marido falleció en 1924. Viuda y con dos hijos a su cargo, vendió artesanías armenias para obtener dinero, en Poughkeepsie (1925) y en Palm Beach (Florida) (1926). Se mudó a Lake Placid a mediados de la década de 1920 y fue descrita como «una actriz experimentada», además de sus otras ocupaciones.
Anne Azgapetian se casó de nuevo, esta vez con Willis Heald, un tiempo después de 1930. En 1973 falleció, con 85. Su hija, Araxie Azgapetian Dunn (1916-2012) fue una mujer de negocios en Lake Placid, mientras que su hijo Ahzat Victor Azgapetian (1919-1978) fue un científico de la industria espacial.